# Regierung Holstein-Ledreborg

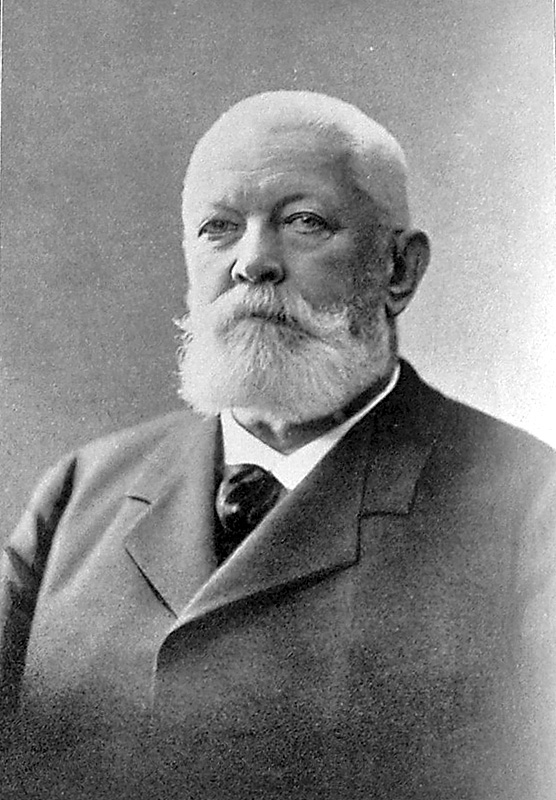
Ludvig Holstein-Ledreborg

Die Regierung Holstein-Ledreborg wurde in Dänemark am 16. August 1909 durch Ludvig Holstein-Ledreborg von der Venstre gebildet und löste die erste Regierung Neergaard ab. Sie befand sich bis zum 28. Oktober 1909 im Amt und wurde dann durch die erste Regierung Zahle von Det Radikale Venstre abgelöst.
Nach den Wahlen zum Folketing vom 25. Mai 1909 blieb die regierende Venstrereformpartiet trotz deutlicher erneuter Verluste mit 39 Sitzen zwar weiterhin stärkste Partei, verfügte allerdings im 144-köpfigen Folketing nicht mehr über eine Mehrheit und bildete daher eine Minderheitsregierung. Grund für das frühzeitige Ende der Amtszeit Holstein-Ledreborg war die Verabschiedung der Verteidigungsordnung (Forsvarsforliget) vom 18. Oktober 1909, die zum Bau verschiedener Festungsanlagen und Kasernen führte, und das Heeresgesetz (Hærloven) ergänzte, das bereits am 30. September 1909 verabschiedet wurde und eine Neugliederung der Heeresorganisation mit sich brachte. Während Verteidigungsminister Jens Christian Christensen diese Neuregelungen durch einen Kompromiss mit Det Radikale Venstre (RV) von Carl Theodor Zahle befürwortete, lehnte Holstein-Ledreborg dies ab. Daraufhin kam es zu einem Misstrauensvotum, aus der die RV als Sieger hervorging und die Regierung am 28. Oktober 1909 zurücktrat.

## Minister
| Ressort                                  | Amtsinhaber                                                               |
| ---------------------------------------- | ------------------------------------------------------------------------- |
| Ministerpräsident                        | Ludvig Holstein-Ledreborg                                                 |
| Außenminister                            | William Ahlefeldt-Laurvig                                                 |
| Finanzminister                           | Niels Neergaard                                                           |
| Innenminister                            | Klaus Berntsen                                                            |
| Justizminister                           | Svend Høgsbro                                                             |
| Minister für Kirche und Unterrichtswesen | Enevold Sørensen                                                          |
| Verteidigungsminister                    | Jens Christian Christensen ab 18. Oktober 1909: Ludvig Holstein-Ledreborg |
| Minister für öffentliche Arbeiten        | Thomas C. Larsen                                                          |
| Landwirtschaftsminister                  | Anders Nielsen                                                            |
| Minister für Handel und Schifffahrt      | Johan Hansen                                                              |
| Minister für Island                      | Björn Jónsson                                                             |